# Fazanteneiland
Het Fazanteneiland (Spaans: Isla de los Faisanes, Frans: Île des Faisans of Île de l'hôpital, Baskisch: Konpantzia) is een eiland in de Bidasoa tussen Hendaye en Irun, een grensrivier tussen Frankrijk en Spanje, met een oppervlakte van 6820 m².

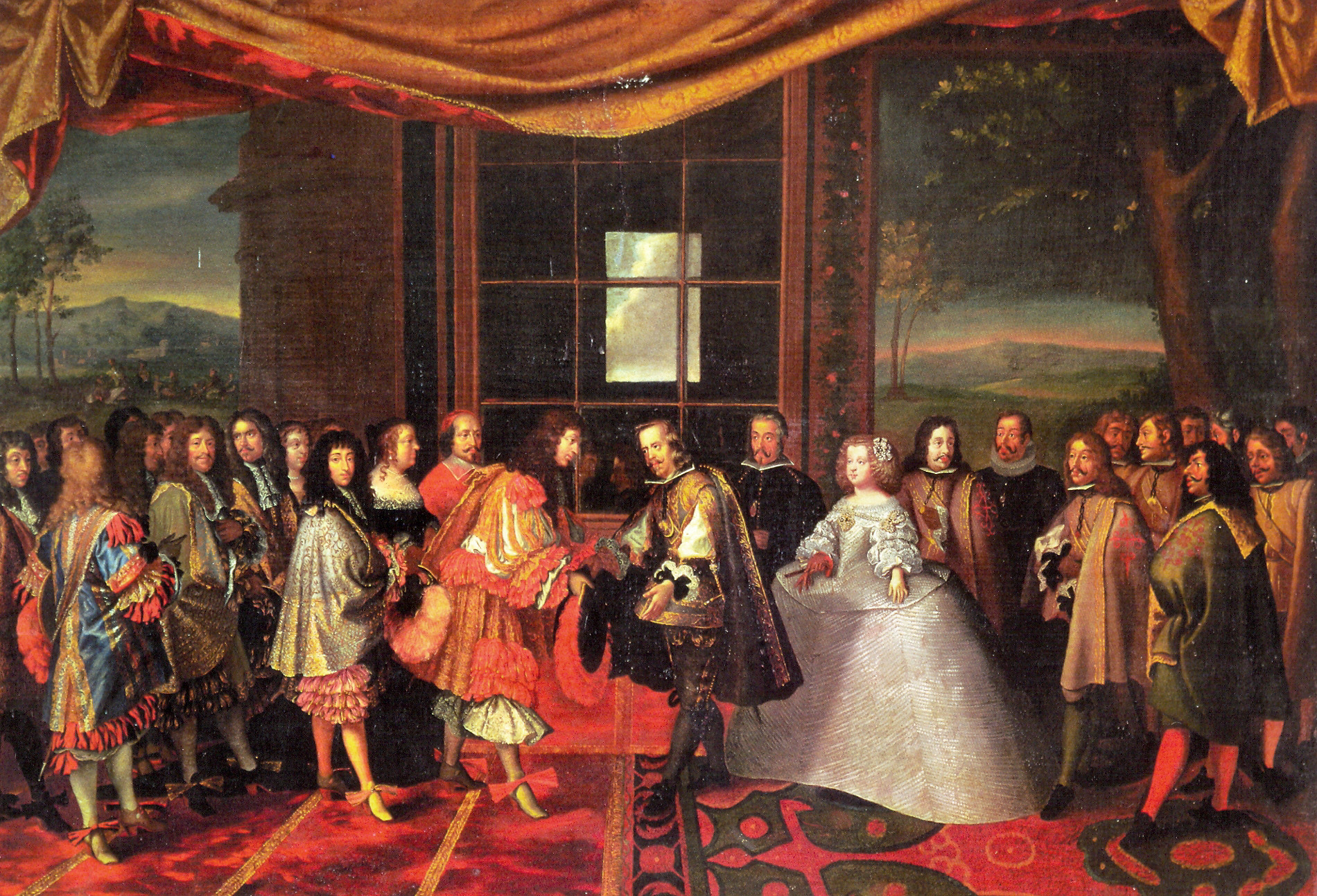
Lodewijk XIV van Frankrijk en Filips IV van Spanje op Fazanteneiland; 7 juni 1660. Door Jacques Laumosnier.

Het eiland is een condominium: om beurten valt het zes maanden onder een van beide landen. Van 1 februari tot 1 augustus hoort het bij Spanje, van 1 augustus tot 1 februari bij Frankrijk. Op het eiland werden in de 17e eeuw veel conferenties gehouden. Onder andere werd hier in 1659 het Verdrag van de Pyreneeën gesloten. Midden op het eiland staat een steen ter herdenking van deze gebeurtenissen. Ook werden hier gijzelaars uitgewisseld, en troonopvolgers van huwbare leeftijd afgeleverd.